# The Face Thailand (mùa 2)
The Face Thailand, Mùa 2 bắt đầu tuyển sinh từ ngày 2 tháng 8 năm 2015 tại Hội trường Royal Paragon thuộc Siam Paragon tại Bangkok. Lukkade Metinee cũng được giữ lại với vai trò tiếp tục làm huấn luyện viên. Bee Namthip và Cris Horwang được mời làm những huấn luyện viên mới trong mùa giải này. Khun Chanon sẽ thay thế vị trí dẫn chương trình của Utt Uttsada và Janie Tienphosuwan, được xem như là huấn luyện viên đặc biệt trong mùa giải mới này. Chương trình được phát sóng tối thứ bảy từ 17:25 đến 19:15 hằng tuần. Mùa 2 công chiếu lần đầu từ ngày 17 tháng 10 năm 2015 và kết thúc vào ngày 9 tháng 1 năm 2016.
Quán quân nhận được những giải thưởng sau:
- Ký hợp đồng diễn xuất và góp mặt trong những bộ phim của nhà sản xuất Kantana Group
- Xuất hiện trên trang biên tập của tạp chí Vogue & GQ
- Trở thành gương mặt đại diện cho Maybelline
- Trở thành đại sứ thương hiệu của TRESemmé, BMN Thailand & The Diplomat 39
- Giải thưởng tiền mặt trị giá 1.000.000 THB

Quán quân của Mùa 2 là Ticha Chumma đến từ đội của huấn luyện viên Bee.

## Thí sinh
(Tính theo tuổi khi còn trong cuộc thi)
| Thí sinh                    | Biệt danh | Tuổi | Chiều cao               | Quê quán     | Huấn luyện viên | Bị loại ở | Thứ hạng |
| --------------------------- | --------- | ---- | ----------------------- | ------------ | --------------- | --------- | -------- |
| Sakawrat Kruythong          | Looknam   | 23   | 1,79 m (5 ft 10+1⁄2 in) | Bangkok      | Cris            | Tập 2     | 15       |
| Raknapak Wongtanatat        | Namwan    | 24   | 1,73 m (5 ft 8 in)      | Bangkok      | Cris            | Tập 3     | 14       |
| Nichayawee Phisanphongchana | Jee       | 24   | 1,67 m (5 ft 5+1⁄2 in)  | Bangkok      | Bee             | Tập 4     | 13       |
| Natika Tongsumrit           | June      | 26   | 1,75 m (5 ft 9 in)      | Krabi        | Cris            | Tập 5     | 12       |
| Natthasinee Pongkhan        | Natto     | 19   | 1,75 m (5 ft 9 in)      | Samut Prakan | Lukkade         | Tập 6     | 11       |
| Linladar Naksuwan           | Praew     | 20   | 1,76 m (5 ft 9+1⁄2 in)  | Chonburi     | Bee             | Tập 7     | 10       |
| Hathaichon Durmaz           | Tiya      | 15   | 1,74 m (5 ft 8+1⁄2 in)  | Bangkok      | Lukkade         | Tập 9     | 9        |
| Kirana Jasmine Chewter      | Jazzy     | 16   | 1,74 m (5 ft 8+1⁄2 in)  | Bangkok      | Cris            | Tập 10    | 8        |
| Arayha Suparurk             | Coco      | 21   | 1,73 m (5 ft 8 in)      | Bangkok      | Lukkade         | Tập 11    | 7-5      |
| Apichaya Thongkham          | Lilly     | 13   | 1,71 m (5 ft 7+1⁄2 in)  | Rayong       | Bee             | Tập 11    | 7-5      |
| Salita Klinchan             | Jukkoo    | 22   | 1,69 m (5 ft 6+1⁄2 in)  | Samut Sakhon | Bee             | Tập 11    | 7-5      |
| Jutiporn Arunchot           | Maprang   | 20   | 1,78 m (5 ft 10 in)     | Chiang Mai   | Lukkade         | Tập 13    | 4        |
| Wanpiya Ormsinnoppakul      | Gwang     | 23   | 1,73 m (5 ft 8 in)      | Khon Kaen    | Cris            | Tập 13    | 3-2      |
| Virahya Pattarachokchai     | Gina      | 23   | 1,74 m (5 ft 8+1⁄2 in)  | Ratchaburi   | Lukkade         | Tập 13    | 3-2      |
| Kanticha Chumma             | Ticha     | 20   | 1,67 m (5 ft 5+1⁄2 in)  | Phuket       | Bee             | Tập 13    | 1        |

## Các tập phát sóng

### Tập 1: Casting -
Ngày phát sóng: 17 tháng 10 năm 2015
Trong tuần đầu tiên 50 thí sinh đủ điều kiện sẽ xóa lớp trang điểm để mặt mộc tự nhiên và chụp hình dưới sự hướng dẫn của ba huấn luyện viên. Sẽ chỉ có 39 thí sinh tiếp tục trong tổng số 50 thí sinh ban đầu. Vòng thứ hai các thí sinh sẽ trình diễn catwalk để ba huấn luyện viên lựa chọn 28 thí sinh đi tiếp và chỉ 15 thí sinh xuất sắc cuối cùng mới được lựa chọn.
- Team Lukkade: Tiya, Coco, Natto, Gina, Maprang.
- Team Bee: Lilly, Jee, Praew, Jukkoo, Ticha.
- Team Cris: Jazzy, Looknam, Namwan, Gwang, June.

### Tập 2: Beauty Shot - Top 15
Ngày phát sóng: 24 tháng 10 năm 2015
- Đội chiến thắng thử thách: Bee Namthip
- Đội chiến thắng Master Class: Bee Namthip
- Top 2 nguy hiểm: Tiya Durmaz & Looknam Kruythong
- Thí sinh bị loại: Looknam Kruythong.

### Tập 3: Screen Test Music Video - Top 14
Ngày phát sóng: 31 tháng 10 năm 2015
- Đội chiến thắng thử thách: Bee Namthip
- Top 2 nguy hiểm: Tiya Durmaz & Namwan Wongtanatat
- Thí sinh bị loại: Namwan Wongtanatat.

### Tập 4: Wonderful Pearl Cruise - Top 13
Ngày phát sóng: 7 tháng 11 năm 2015
- Đội chiến thắng thử thách: Lukkade Metinee
- Top 2 nguy hiểm: Jee Phisanphongchana & Gwang Ormsinnoppakul
- Thí sinh bị loại: Jee Phisanphongchana.
- Khách mời: Cindy Bishop.

### Tập 5: Bed Side Story - Top 12
Ngày phát sóng: 14 tháng 11 năm 2015
- Đội chiến thắng thử thách: Lukkade Metinee
- Top 2 nguy hiểm: Lilly Thongkam & June Tongsumrit
- Thí sinh bị loại: June Tongsumrit.

### Tập 6: The Wedding Day - Top 11
Ngày phát sóng: 21 tháng 11 năm 2015
- Đội chiến thắng thử thách: Cris Horwang
- Top 3 nguy hiểm: Praew Naksuwan, Maprang Arunchot & Natto Pongkhan
- Thí sinh bị loại: Natto Pongkhan
- Huấn luyện viên đặc biệt: Janie Tienphosuwan.
- Khách mời: Ananda Everingham

### Tập 7: Life is Thrilling - Top 10
Ngày phát sóng: 28 tháng 11 năm 2015
- Đội chiến thắng thử thách: Lukkade Metinee
- Top 2 nguy hiểm: Jazzy Jasmine Chewter & Praew Naksuwan
- Thí sinh bị loại: Praew Naksuwan.

### Tập 8: Floating Catwalk - Top 9
Ngày phát sóng: 5 tháng 12 năm 2015
- Đội chiến thắng thử thách: Cris Horwang
- Top 2 nguy hiểm: Ticha Chumma & Coco Suparurk.
- Khách mời: Ornapha Krisadee

### Tập 9: Make Super Icon Happen - Top 9
Ngày phát sóng: 12 tháng 12 năm 2015
- Đội chiến thắng thử thách: Bee Namthip
- Top 2 nguy hiểm: Tiya Durmaz & Gwang Ormsinnoppakul
- Thí sinh bị loại: Tiya Durmaz
- Huấn luyện viên đặc biệt: Janie Tienphosuwan.

### Tập 10: Underwater Photography - Top 8
Ngày phát sóng: 19 tháng 12 năm 2015
- Đội chiến thắng thử thách: Lukkade Metinee
- Top 2 nguy hiểm: Jazzy Jasmine Chewter & Jukkoo Klinchan
- Thí sinh bị loại: Jazzy Jasmine Chewter.

### Tập 11: Make Double Look Happen - Top 7
Ngày phát sóng: 26 tháng 12 năm 2015
- Đội chiến thắng thử thách: Lukkade Metinee
- Chiến thắng thử thách: Gina Pattarachokchai
- Top 3 được chọn bởi các huấn luyện viên: Gwang Ormsinnoppakul, Gina Pattarachokchai & Ticha Chumma
- Thí sinh thứ tư vào Chung kết nhờ chiến thắng thử thách: Maprang Arunchot
- Thí sinh bị loại: Coco Suparurk, Lilly Thongkam & Jukkoo Klinchan
- Huấn luyện viên đặc biệt: Janie Tienphosuwan.

### Tập 12: Are You Ready?
Ngày phát sóng: 2 tháng 1 năm 2016
Tập tóm tắt trong tuần này là cuộc hội ngộ đặc biệt của các thí sinh bị loại trước đó.Looknam và June đã không đến được trong tập này.
Khách mời: Thanawat Prasitsomporn (DJ Nui)

### Tập 13: Final Walk - Chung kết
Ngày phát sóng: 9 tháng 1 năm 2016
- Top 4: Gina Pattarachokchai, Maprang Arunchot, Ticha Chumma & Gwang Ormsinnoppakul
- Chiến thắng thử thách: Ticha Chumma
- Thí sinh bị loại: Maprang Arunchot
- Top 3: Gwang Ormsinnoppakul, Ticha Chumma & Gina Pattarachokchai
- The Face Thailand: Ticha Chumma.

## Bảng loại trừ
| Thí sinh        | Tập | Tập       | Tập       | Tập       | Tập       | Tập       | Tập       | Tập       | Tập       | Tập       | Tập       | Tập     | Tập       |
| Thí sinh        | 1   | 2         | 3         | 4         | 5         | 6         | 7         | 8         | 9         | 10        | 11        | 13      | 13        |
| --------------- | --- | --------- | --------- | --------- | --------- | --------- | --------- | --------- | --------- | --------- | --------- | ------- | --------- |
| Thắng thử thách |     | Jee       | Gwang     | Gwang     | Gwang     | Gwang     | Maprang   | Jazzy     | Gwang     | Ticha     | Coco      | Ticha   |           |
| Ticha           | Qua | Thắng     | Thắng     | An toàn   | An toàn   | An toàn   | An toàn   | Nguy hiểm | Thắng     | An toàn   | Nguy hiểm | An toàn | Quán quân |
| Gina            | Qua | An toàn   | An toàn   | Thắng     | Thắng     | An toàn   | Thắng     | An toàn   | An toàn   | Thắng     | Thắng     | An toàn | Á quân    |
| Gwang           | Qua | An toàn   | An toàn   | Nguy hiểm | An toàn   | Thắng     | An toàn   | Thắng     | Nguy hiểm | An toàn   | Nguy hiểm | An toàn | Á quân    |
| Maprang         | Qua | An toàn   | An toàn   | Thắng     | Thắng     | Nguy hiểm | Thắng     | An toàn   | An toàn   | Thắng     | Thắng     | Loại    |           |
| Jukkoo          | Qua | Thắng     | Thắng     | An toàn   | An toàn   | An toàn   | An toàn   | An toàn   | Thắng     | Nguy hiểm | Loại      |         |           |
| Lilly           | Qua | Thắng     | Thắng     | An toàn   | Nguy hiểm | An toàn   | An toàn   | An toàn   | Thắng     | An toàn   | Loại      |         |           |
| Coco            | Qua | An toàn   | An toàn   | Thắng     | Thắng     | An toàn   | Thắng     | Nguy hiểm | An toàn   | Thắng     | Loại      |         |           |
| Jazzy           | Qua | An toàn   | An toàn   | An toàn   | An toàn   | Thắng     | Nguy hiểm | Thắng     | An toàn   | Loại      |           |         |           |
| Tiya            | Qua | Nguy hiểm | Nguy hiểm | Thắng     | Thắng     | An toàn   | Thắng     | An toàn   | Loại      |           |           |         |           |
| Praew           | Qua | Thắng     | Thắng     | An toàn   | An toàn   | Nguy hiểm | Loại      |           |           |           |           |         |           |
| Natto           | Qua | An toàn   | An toàn   | Thắng     | Thắng     | Loại      |           |           |           |           |           |         |           |
| June            | Qua | An toàn   | An toàn   | An toàn   | Loại      |           |           |           |           |           |           |         |           |
| Jee             | Qua | Thắng     | Thắng     | Loại      |           |           |           |           |           |           |           |         |           |
| Namwan          | Qua | An toàn   | Loại      |           |           |           |           |           |           |           |           |         |           |
| Looknam         | Qua | Loại      |           |           |           |           |           |           |           |           |           |         |           |

Team Bee
Team Lukkade
Team Cris
     Thí sinh chiến thắng
     Thí sinh về nhì
     Thí sinh chiến thắng thử thách theo nhóm
     Thí sinh lọt vào Top nguy hiểm
     Thí sinh bị loại